# Scopula nigridentata
Scopula nigridentata är en fjärilsart som beskrevs av W. Warren 1896. Scopula nigridentata ingår i släktet Scopula och familjen mätare. Inga underarter finns listade.